# 이조은
이조은은 대한민국의 뮤지컬 배우 겸 가수이다. 

## 방송
- TROT GIRLS JAPAN (2023)

## 음반
- 바보 같이/담을 수 없는 사랑 (2018)
- 아리아리 (2024)

## 공연
- 나는야 빠빠게노 (2023)
- 용포를 고치는 소녀 (2022)
- 마포종점 (2022)
- 스타우즈 (2022)
- 나는야 빠빠게노 (2021)
- 안나카레니나 (2018)

## 수상
- 대한민국신세대가요제 대상 (2015)
- 노동문화예술제 금상 (2015)
- 곳고리가요제 대상 (2015)
- 대한민국 청소년 트로트가요제 대상 (2015)
- 현인가요제 금상 (2016)
- 양주 청소년문화페스티벌 금상 (2016)
- 권혜경가요제 대상 (2016)
- 근로자가요제 동상 (2017)
- 이호섭가요제 대상 (2017)
- 용인영뮤지컬페스티벌 동상 (2017)